# 제주 삼다수
제주 삼다수(영어: Jeju Samdasoo, 중국어 정체자: 濟州三多水)는 제주특별자치도개발공사가 생산하고 광동제약 및 제주특별자치도개발공사가 판매하는 생수제품이다. 대한민국 유일의 화산암반수로 공장은 제주특별자치도 제주시 조천읍 교래리 산70번지 지역에 있다.
제주도에 내린 빗물이 현무암층을 거치면서 화산암반에서 걸러진 물을 지하 420m 암반층에서 끌어올려 가공하여 만든 대한민국 유일의 화산암반수이다. 공장이 있는 곳은 제주특별자치도 제주시 조천읍 교래리 산70번지 지역이다. 매년 실시하는 미국 FDA, 일본 후생노동성의 수질검사와 더불어 미국 국가위생안전국(NSF International), ISO22000(HACCP)인증을 획득하고 있다. 주요 수출 지역은 중국과 일본, 인도네시아, 미국, 홍콩, 사이판으로 0.5L와 2L를 수출하고 있다. 2018년, 카카오프렌즈와의 협약을 체결하여 카카오프렌즈 캐릭터를 입힌 상품을 출시했다.

## 시장 점유율
1998년에 출시된 이후 6개월만에 대한민국 먹는샘물 페트병부문에서 1위를 차지하였다. 2009년을 조사에서는 먹는 샘물 PET 부분에서 50.7%의 점유율을 기록하였으며, 2018년까지 20년간 연속 시장점유율 1위를 차지하였다.

## 무기물질 함량 (mg/L)[7]
- 칼슘(Ca): 2.5 ~ 4.0
- 칼륨(K): 1.5 ~ 3.4
- 나트륨(Na): 4.0 ~ 7.2
- 마그네슘(Mg): 1.7 ~ 3.5
- 불소(F): 불검출 (먹는샘물 수질기준: 2.0 mg/L 이하)

## 수원지(취수원)
- 수원지: 제주도 제주시 조천읍 남조로 1717-35

## 품목명
- 품목명: 먹는샘물
- 종류: Natural Mineral Water